# 閻樸
阎樸（1504年—？年），字文甫，號又泉，山西省太原府榆次縣人，明朝政治人物。

## 生平
嘉靖七年（1528年）戊子科山西鄉試第二名舉人，十一年（1532年）壬辰科第三甲第一百六十一名進士。觀大理寺政。選翰林院庶吉士，十三年升翰林院检讨，十八年陞右贊善兼检讨。二十一年丁父憂，二十九年升南京國子監祭酒，三十年以赴任迟缓，为给事中何云雁等劾奏革职閑住。居家以詩文自娛，後爲榆次知縣董三遷、舉人王里等诬害身死，其子阎焕上奏鸣冤。有《文集》、《通鑑逸旨》。

## 家族
曾祖閻最；祖閻瓉，壽官；父閻大綸（1478年-1542年），號育菴，封翰林院檢討；母張氏；繼母李氏。具慶下。兄梅，弟模；桓；格；樞；梯。子阎沐。